# The News & Observer
The News & Observer é um jornal diário regional americano que atende a grande área da região conhecida como Triangle, com sede em Raleigh, Carolina do Norte. É o jornal de maior circulação no estado (o segundo é o Charlotte Observer). O jornal já recebeu três prêmios Pulitzer, o mais recente em 1996, por uma série sobre o impacto na saúde e no meio ambiente da crescente indústria de suínos na Carolina do Norte. Foi um dos primeiros do mundo a lançar uma versão online de sua publicação, Nando.net, em 1994.

## Propriedade
Em 17 de maio de 1995, a News & Observer Publishing Company foi vendida para a McClatchy Newspapers, de Sacramento, Califórnia, por US$ 373 milhões, encerrando 101 anos de propriedade da família Daniels. Em meados da década de 1990, máquinas flexo foram instaladas, permitindo ao jornal imprimir trinta e duas páginas em cores, a maior capacidade de qualquer jornal nos Estados Unidos na época. A McClatchy Company atualmente opera um total de vinte e nove jornais diários em quatorze estados, com uma tiragem combinada de 1,6 milhão de cópias nos dias de semana e 2,4 milhões aos domingos. Com a aquisição pela McClatchy da maior parte das propriedades da Knight Ridder em 2006, os dois maiores jornais da Carolina do Norte (The News & Observer e The Charlotte Observer) agora estão sob a mesma propriedade.

## História
O The News & Observer remonta ao jornal The Sentinel, fundado pelo Rev. William E. Pell em 1865, que usou “o jornal para lutar contra a dominação dos carpetbaggers e outras forças durante a Reconstrução Congressional.” As dificuldades para se manter relevante e lucrativo levaram a uma nova gestão em 1868. Com o novo proprietário, The Sentinel passou a cobrir a tentativa dos democratas de retomar a legislatura da Carolina do Norte, além do processo de impeachment do Gov. William W. Holden em 1871.

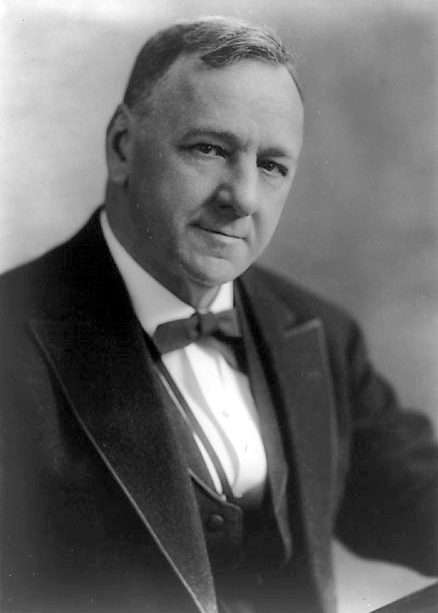
Josephus Daniels, o principal articulador do The News & Observer

O The Sentinel faliu pouco mais de dez anos após sua fundação. Os proprietários do recém-fundado Raleigh Observer, Peter M. Hale e William L. Saunders, compraram o jornal falido, encerrando sua publicação e concentrando-se no Raleigh Observer. Após cerca de dez anos, o jornal ficou sem recursos financeiros, então os dois donos venderam para o proprietário do Raleigh News, Samuel A. Ashe.
Ashe combinou os dois jornais sob o novo título The News & Observer em setembro de 1880, tornando-o o único jornal diário em Raleigh. Ashe administrou a empresa pessoalmente até 1894, com foco na política e no Partido Democrata. Ele usou suas conexões dentro do partido para conseguir vantagem em histórias que estavam por vir. Esse modelo funcionou bem até Ashe perder prestígio no caucus democrata, levando o jornal a outra crise financeira — a quarta de sua história.
Em 1894, o jornal foi leiloado, sendo comprado por um nativo de Washington, forte apoiador democrata. Josephus Daniels, com ajuda de Julian Carr e outros amigos, adquiriu o jornal. Rapidamente, Daniels redirecionou o News and Observer para combater a corrupção desenfreada e outros problemas que enxergava no estado. Em suas próprias palavras, “O News and Observer foi confiado para divulgar a mensagem democrata e ser a voz militante da Supremacia Branca, e não deixou de cumprir o esperado, às vezes indo a extremos em seu partidarismo.”:39 Daniels acreditava que “a maior tolice e crime” na história dos EUA foi conceder o direito de voto aos negros.:37
De acordo com as conclusões da Comissão sobre o Motim de 1898 em Wilmington, Daniels é o único nome mencionado como causa da Insurreição de Wilmington de 1898,:1 Segundo a historiadora Helen Edmonds, o jornal “liderou uma campanha de preconceito, amargura, difamação, deturpação e exagero para influenciar as emoções dos brancos contra os negros.”:61 O resultado foi o único golpe de Estado bem-sucedido na história americana, a derrubada forçada do governo eleito de Wilmington.

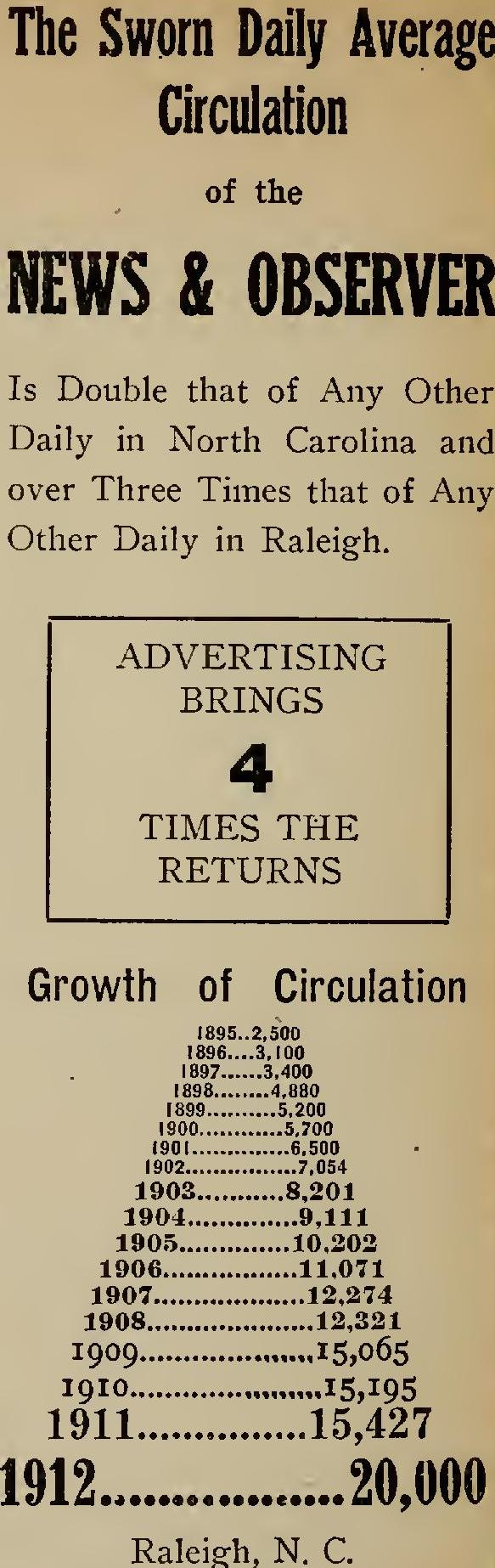
Anúncio de 1913 mostrando números de circulação em anos anteriores

Em 1900, Daniels usou o jornal para apoiar a candidatura do futuro governador Charles B. Aycock, também supremacista branco. Ele também usou o jornal para defender o sufrágio feminino, a compensação aos trabalhadores, a industrialização do estado, melhores estradas e a rotação de culturas.
Em 2006, na ocasião do lançamento do relatório da Comissão sobre o Motim de 1898 em Wilmington, o jornal ofereceu “um pedido de desculpas pelos atos de alguém [Daniels] que continuamos a reverenciar em outro contexto… e pelos malfeitos do jornal como instituição.” O jornal publicou um caderno especial de 16 páginas sobre os eventos de 1898.

### Depois de Daniels
Daniels continuou a gerir o jornal até sua morte em meados da década de 1940. Depois de sua morte, seus quatro filhos assumiram a administração da empresa. Todos contribuíram para a operação do jornal, mas Jonathan Daniels, editor de 1933 a 1941 e de 1948 a 1964, manteve o jornal voltado para a defesa da dessagregação escolar e a redução da discriminação racial. Foi também sob a liderança de Jonathan que o The News and Observer comprou o Raleigh Times e se mudou para um prédio na South McDowell St. no centro de Raleigh, onde permaneceu até que o edifício foi vendido em 2015.
Em 3 de setembro de 1934, o The News and Observer iniciou uma coluna sobre política estadual chamada “Under the Dome”, que começou na última página, depois foi para a capa e agora é publicada na seção local.
Em 1968, a família Daniels contratou Claude Sitton, que fora correspondente do The New York Times e, depois, editor nesse jornal. Como diretor editorial, ele promoveu o The News & Observer como um fiscalizador do governo, afastando-o das abordagens mais pessoais e partidárias que adotara sob Josephus Daniels. Ainda assim, seus editoriais frequentemente se alinhavam ao Partido Democrata. Um ano depois, o suplemento infantil Mini Page foi criado e publicado. Hoje, é um dos suplementos infantis de jornal mais amplamente utilizados nos Estados Unidos.
Frank A. Daniels Jr., neto de Josephus, foi editor e presidente do The News & Observer de 1971 a 1996. Em 1971, Sitton tornou-se editor e o jornal começou a comprar e publicar pequenos jornais locais, começando com o The Island Packet em Hilton Head, Carolina do Sul e o The Cary News em Cary, Carolina do Norte.
Em 16 de março de 1980, o maçarico de um soldador iniciou um incêndio e queimou o papel que passava pela impressora, ferindo três pessoas e causando milhões em prejuízos.
Em 1987, as equipes do The News & Observer e do The Raleigh Times foram unificadas e, em 30 de novembro de 1989, a última edição do The Raleigh Times foi publicada. Em 1988, o The News & Observer endossou seu primeiro candidato republicano a uma eleição estadual, demonstrando, talvez, um afastamento do partidarismo democrata.
Ao longo do início da década de 1990, o The News & Observer se desfez de vários jornais locais na Carolina do Sul e nas montanhas da Carolina do Norte e, em setembro de 1993, as vendas de domingo do The News & Observer alcançaram 200.000 exemplares por semana. Ainda assim, o jornal mantém propriedade sobre o The Cary News, Chapel Hill News e o Smithfield Herald, entre outros jornais. Em 1994, o jornal criou o Nando.net, tornando-se um provedor de acesso à Internet, e passou a publicar o jornal online NandO Times.
Em 1999, o The News & Observer foi classificado como um dos 100 melhores jornais dos Estados Unidos pela Columbia Journalism Review, e como um dos 17 jornais com melhor design no mundo pela Society for News Design.
Em 2004, o The News & Observer juntamente com outros três veículos de imprensa processou o Raleigh–Durham International Airport por impedir a instalação de novos expositores de jornal no terminal. Após recurso, uma decisão de 2010 do Quarto Circuito determinou que a restrição violava a Primeira Emenda por impor uma limitação à liberdade de expressão.
Em setembro de 2008, o News and Observer ofereceu indenizações a todos os 320 funcionários da redação, aproximadamente 40% de sua equipe, numa tentativa de reduzir despesas. Anteriormente, a empresa havia fechado seu escritório em Durham e, em outro episódio, demitido 70 funcionários. Demissões e indenizações continuaram desde então.
Em 2015, o jornal anunciou a venda de sua sede no centro de Raleigh para um projeto de remodelação, o que implicaria a demolição de grande parte das instalações. Novas impressoras serão instaladas na instalação de produção auxiliar em Garner. Os escritórios editoriais permanecerão em parte do edifício remodelado. Em junho de 2021, o jornal empregava apenas 64 repórteres.

## Prêmios
- 1983 – Pulitzer Prize in Commentary

Claude Sitton recebeu o prêmio por seus comentários distintos.
- 1989 – Pulitzer Prize in Criticism

Michael Skube recebeu o prêmio por seus textos sobre livros e outros temas literários.
- 1996 – Pulitzer Prize in Public Service

No inverno de 1995, o The News & Observer publicou uma série de nove partes sobre a crescente indústria de suínos na Carolina do Norte. A série abordou riscos ambientais e de saúde relacionados aos sistemas de descarte de resíduos usados no setor de suínos no estado. O prêmio foi concedido ao jornal pelo trabalho de Melanie Sill, Pat Stith e Joby Warrick.

## Outras publicações
A News & Observer Publishing Co. anteriormente publicava vários jornais quinzenais com foco em notícias locais em diversas comunidades da região do Triangle, incluindo:
- The Cary News cobrindo Cary e Morrisville.
- The Chapel Hill News cobrindo Carrboro, Chapel Hill, Hillsborough e Pittsboro.
- The Clayton News-Star cobrindo Clayton.
- The Durham News, publicado pela primeira vez em 2005, cobre todo o condado de Durham.
- The Eastern Wake News servindo Wendell, Zebulon e Knightdale.
- The Garner-Cleveland Record, distribuído em Garner e Cleveland.
- The Smithfield Herald, publicado pela primeira vez em 1882, cobre Angier, Benson, Four Oaks, Princeton, Selma e Smithfield.
- Midtown Raleigh News cobrindo a área entre o centro de Raleigh e o I-440 Beltline.
- North Raleigh News cobrindo North Raleigh.
- Southwest Wake News cobrindo Apex, Fuquay-Varina, Holly Springs, New Hill e Willow Springs.

Em junho de 2017, esses jornais mudaram o foco de notícias comunitárias locais para entretenimento, gastronomia e pautas leves; e em janeiro de 2018 foram fundidos em um único quinzenal chamado Triangle Today, mas essa publicação foi descontinuada em janeiro de 2019.
A News & Observer Publishing Co. é dona do Insider State Government News Service, uma publicadora de newsletters sobre o governo estadual.